# 阿布里科西夫卡 (赫梅利尼茨基州)
48°43′7″N 26°42′38″E / 48.71861°N 26.71056°E
阿布里科西夫卡（烏克蘭語：Абрикосівка），是烏克蘭的村落，位於該國西部赫梅利尼茨基州，由卡緬涅茨-波多利斯基區負責管轄，面積1.56平方公里，2001年人口529。